# Georg Volkert
Georg Volkert (ur. 28 listopada 1945 w Ansbach, zm. 16 sierpnia 2020 w Erlangen) – niemiecki piłkarz występujący na pozycji napastnika.

## Kariera klubowa
Volkert zawodową karierę rozpoczynał w klubie 1. FC Nürnberg. W Bundeslidze zadebiutował 20 listopada 1965 w wygranym 2:1 meczu z Hannoverem 96. W tamtym spotkaniu strzelił także gola. W 1968 roku zdobył z klubem mistrzostwo Niemiec. Rok później spadł z zespołem do Regionalligi. Wówczas odszedł z 1. FC Nürnberg.
Latem 1969 roku trafił do szwajcarskiego FC Zürich. W 1970 roku zdobył z nim Puchar Szwajcarii. W 1971 roku Volkert powrócił do ojczyzny, gdzie został graczem pierwszoligowego Hamburgera SV. Zadebiutował tam 14 sierpnia 1971 w wygranym 5:1 pojedynku z Eintrachtem Frankfurt. W HSV spędził 7 lat. W tym czasie zdobył z klubem Puchar Niemiec (1976), Puchar Zdobywców Pucharów (1977). Wywalczył z nim także wicemistrzostwo Niemiec w 1976 roku.
W 1978 roku przeszedł do VfB Stuttgart, również grającego w Bundeslidze. Pierwszy ligowy mecz zaliczył tam 12 sierpnia 1978 przeciwko 1. FC Kaiserslautern (1:5). W 1979 roku wywalczył z klubem wicemistrzostwo Niemiec. W 1980 roku powrócił do 1. FC Nürnberg, a rok później zakończył karierę.

## Kariera reprezentacyjna
W reprezentacji Niemiec Volkert zadebiutował 6 marca 1968 w wygranym 3:1 towarzyskim meczu z Belgią. W tamtym spotkaniu strzelił także dwa gole. Do 1977 roku w drużynie narodowej rozegrał 12 spotkań i zdobył 2 bramki.